# Салічна правда
Салі́чна правда або салі́чний закон (лат. Lex Salica, Pactus legis Salicae) — збірник записів звичаєвого права германського племені салічних (приморських) франків, одна з найранніших та найобсяжніших варварських правд. Найдавніший текст пам'ятника, записаний народною латиною, створений на початку VI століття за правління короля Хлодвіга I та складався з 65 статей, які містили здебільшого перелік штрафів за правопорушення та виклад різних процесуальних процедур; низка правил регулює сімейні, речові, зобов'язальні та спадкові відносини. В епоху Меровінгів Салічну правду доповнили додатками рядку королівських капітулярій; на початку IX століття перебувала в процесі переробки, ставши основою для законодавчих реформ Карла Великого. Попри те, що первісною ціллю укладання Салічної правди була фіксація споконвічних древньогерманських звичаїв, поряд із архаїчними нормами містила інститути перехідного характеру, що свідчать про зміни в житті германців періоду великого переселення народів.
Збережена в чисельних списках, редакціях і варіантах, записаних протягом століть, Салічна правда є одним із найцінніших джерел з історії соціально-економічних і правових інститутів раннього середньовічного германського суспільства, що протягом V—VI століть зіткнулося із античною цивілізацією і створило новий суспільний лад у Західній Європі, що в сучасній літературі належить до епохи германської залізної доби. Попри надмірну фрагментарність правового регулювання, як акт консолідувального характеру справила великий вплив на становлення німецького права. Хоч після розпаду Франкського королівства Салічна правда втратила своє значення, закріплене в ній правило про відсторонення жінок від успадкування нерухомості відіграло важливу роль у вирішенні французьких династичних криз XIV століття, ставши юридичною основою салічної системи престолонаслідування.

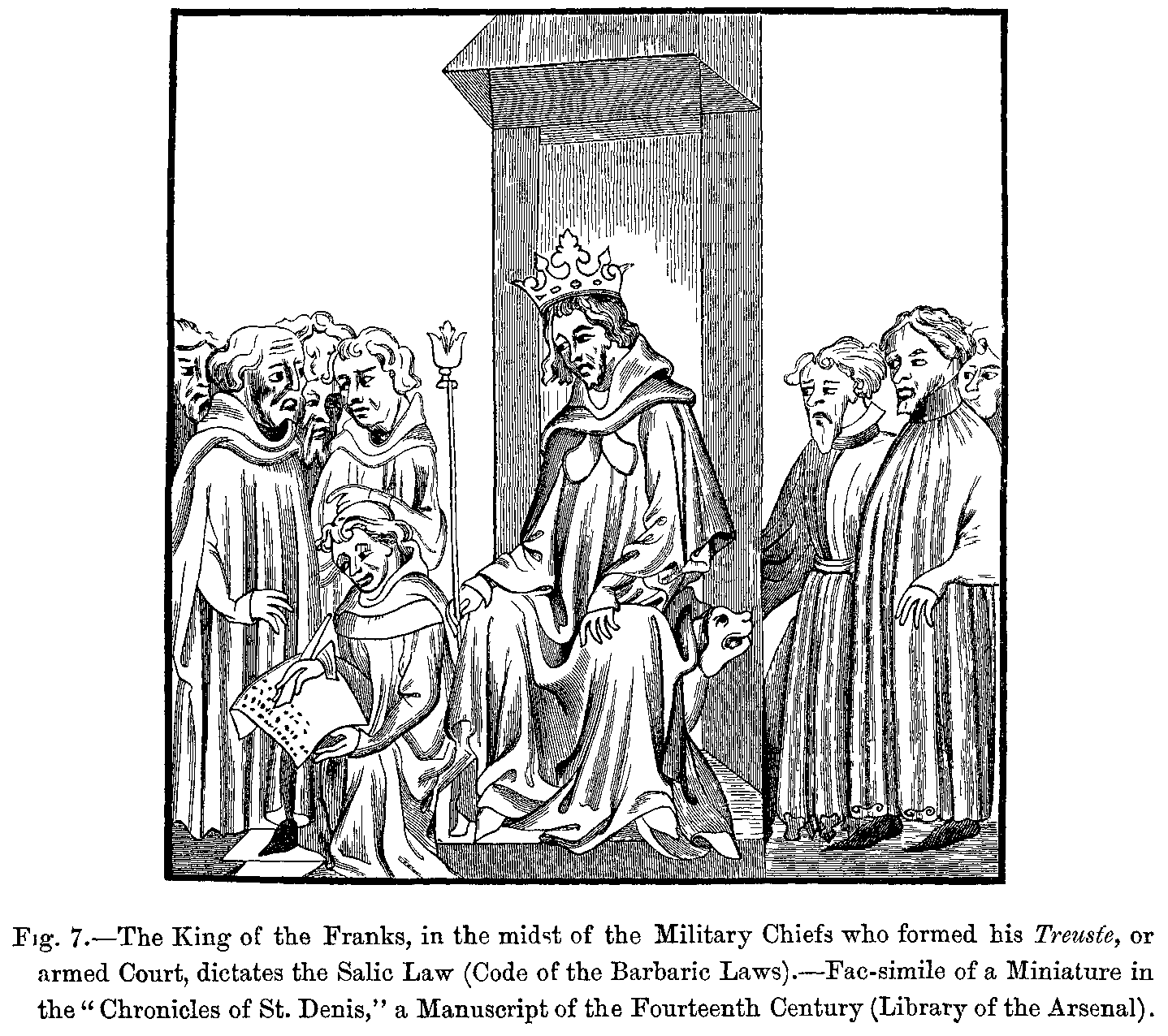
Король франків дарує народу Салічний закон. Французька мініатюра XIV ст.

## Передісторія виникнення
Джерелом права у франків до «Салічної правди» були звичаї, постанови франкських королів законодавчого характеру (капітулярії). Завойоване франками населення Галлії жило за римським правом.

## Салічна правда серед інших тогочасних варварських судебників

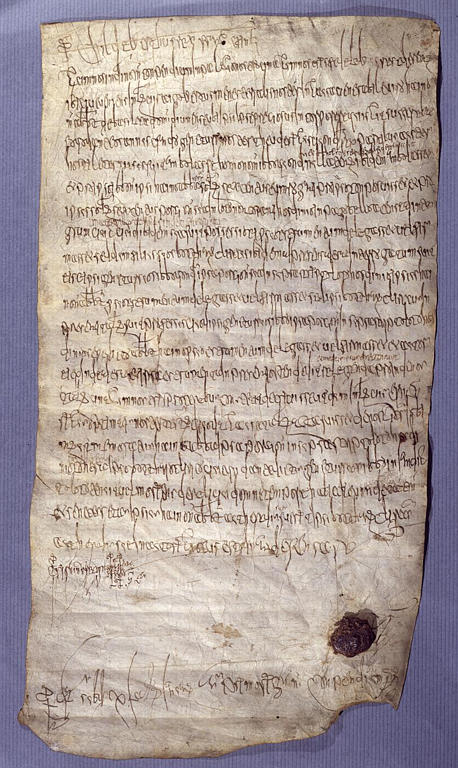
Ухвала короля Гільдеберта III від 23 грудня 695 року (Національні архіви Франції)

«Салічна правда» не єдиний збірник судових звичаїв у германських племен доби раннього Середньовіччя. Найважливішим джерелом права до «Салічної правди» у Франкській державі були так звані варварські правди — записи звичаєвого права варварських племен. Такі записи звичаєвого права наприкінці V початку VI ст. були в багатьох племен, які розселилися на території колишньої Римської імперії. Наприкінці V ст. складений був запис звичаєвого права вестготів (Судебник короля Евріка), дещо пізніше — звичаєвого права бургундів — Бургундська Правда. Після впровадження «Салічної правди» на початку VI століття, був створений також запис звичаєвого права рипуарських франків — Рипуарська Правда. Алемани мали свою Алеманську Правду, бавари — Баварську, сакси — Саксонську, Тюрінгську тощо. Панував при цьому «національний», а не територіальний поділ. Однак у жодній з «варварських правд» (Leges barbarorum) не відбилося так повно давньогерманське право, як у «Салічній правді». Римський вплив відчувається тут мінімально — у мові судебника, складеного зіпсованою (так званою варварською) латиною, та у використанні римських грошових одиниць (солід, денарій). Що ж до самих принципів законодавства, то в «Салічній правді» вони є суто германськими: тут постає давнє германське право, яке окремими своїми деталями нагадує риси побуту і звичаїв, що існували у германців в епоху, описану Тацитом у «Германії».
З усіх «варварських правд» особливу цінність для історико-правової науки являє «Салічна Правда», оскільки її зміст відображає соціально-економічні і політичні процеси ранніх етапів розвитку класового суспільства, держави і права. Салічна Правда змальовує дуже архаїчні відносини в середовищі франків, які стоять на порозі класового суспільства. Це джерело свідчить про сильну майнову диференціацію, про початок розпаду родових і общинних зв'язків. У той же час вона є найважливішим документом для вивчення землеробської общини, майнових відносин ранньофеодального періоду, прав і обов'язків франків — общинників і членів родової спілки, стародавнього і вкрай примітивного судоустрою і судової процедури.

## Основний зміст, опис, структура
Салічна правда , як і інші подібні до неї германські «варварські правди» не являє собою систематизованого зводу законів або кодексу, який має охоплювати абсолютно всі сторони суспільного життя і викладатись у формі загальних постанов. Положення її не носять характеру загальних юридичних норм, а є фіксованим переліком правових конкретних звичаїв і відповідним їм покарань, головно, у вигляді різних грошових штрафів. Здебільшого її статті присвячені злочинам проти особи і майна. Ці статті встановлюють покарання за крадіжку свиней, рогатої худоби, коней, собак, рабів, за підпал, ламання загорож. Салічна правда передбачала суворі покарання, великі штрафи (вергельди) за вбивство, тілесні ушкодження.
«Салічна правда» — це судебник, що складається з конкретних судових випадків (казусів), які в результаті багаторазових повторів перетворилися на судовий звичай. Однак ця конкретність, детальний опис різних сторін повсякденного життя франків надають творові найбільшої наукової привабливості як історичному джерелу.
За своєю структурою «Салічна правда» досить складний документ, що зберігся у кількох редакціях, послідовність яких не така зрозуміла, як, наприклад, у вестготських законах. Текст «Салічної правди», на думку переважної кількості дослідників, був складений і записаний латинською мовою в останні роки правління франкського короля Хлодвіга, очевидно між 507 і 511 роками.
Первісний текст не дійшов до наших днів. Рукописи, що збереглися, частково є копіями (більш або менш видозміненими) зниклого оригіналу, частково — переробками, компіляціями, іноді скороченими, іноді, навпаки, значно розширеними. Переважно ці рукописи належать до VIII або IX століття. Дослідники здійснили кілька спроб реконструювати втрачений оригінал, однак всі вони є спірними. Наявні варіанти тексту «Салічної правди», як правило, поділяють на п'ять основних груп, що мають різну кількість рукописів.
- Перша група складається з чотирьох найдавніших списків, що дійшли до нас (Паризький рукопис із Національної бібліотеки, № 4404; Вольфенбюттельський рукопис; Мюнхенський рукопис; Паризький рукопис з Національної бібліотеки, № 9653), кожний з яких містить 65 титулів. Для них характерна варварська латина і примітки на салічному наріччі франкського діалекту (так звана мальберська глоса), іноді надзвичайно перекрученому переписувачами. Вважається, що найдавніший і найповніший список «Салічної правди» зберігся у рукописі Паризької Національної бібліотеки, № 4404.
- Друга група представлена лише двома рукописами з Паризької Національної бібліотеки, № 18237 і № 4403, що належать до початку IX століття і також мають кожний по 65 титулів і мальберзьку глосу. Будучи в цілому компіляціями першої групи, вони містять і деякі доповнення, що відображають, зокрема, поширення серед франків християнства (сліди деяких нових християнських обрядів і звичаїв).
- Третю групу становлять дев'ять більш великих рукописів, що є компіляцією і доповненням до рукописів другої групи. Кількість титулів у них — до 100. Три рукописи, а саме: рукопис з університетської бібліотеки Монпельє 764 року; Паризький — із Національної бібліотеки, № 4627; Сент-галленський 793 року, — мають мальберзьку глосу, решта (шість) — не мають.
- До четвертої групи належить лише один рукопис — Heroldina (за ім'ям німецького вченого XVI століття Герольда, який вперше опублікував його 1557 року в Базелі). Твір датовано IX століттям. Він близький до рукописів останньої — п'ятої групи.
- П'ята група, так звана Емендата (Emendata), найчисельніша, створена за часів правління Карла Великого та його синів, — це буквально виправлені або покращені, тобто відредаговані рукописи. Їх збереглося найбільше — близько 50 примірників. Переважно вони складаються із 70 титулів, без мальберзької глоси. Текст Емендати значно очищений від германізмів і більш літературний, аніж інші варіанти рукописів, перекладений також на франкський діалект. У IX столітті тільки Еменданта мала силу закону.

Як уже зазначалося, найімовірнішим часом виникнення «Салічної правди» (у її найдавнішій редакції) є 507–511 роки. Потім, як і до інших германських правд, до неї додалися шість нових законів (капітуляріїв), виданими меровінзькими королями, частково є додатками, частково з поправками окремих статей. Капітулярій перший (§ 1-4) і шостий мають такий самий архаїчний характер, як і «Салічна правда». У них є і мальберзька глоса, і розрахунок вергельду у солідах-денаріях. Параграфи 5-8 першого капітулярія, які стосуються сімейного права, являють собою нейстрійський закон середини VI століття, де чітко відбивається вплив римських і вестготських законів. Другий і третій капітулярій належать до періоду правління синів Хлодвіга, так само, як і четвертий капітулярій під назвою «Договір про дотримання миру» королями Хільдебертом І (511–558 роки) і Хлотарем І (511–561 роки). П'ятий капітулярій становить едикт нейстрійського короля Хільперіка (561–584 роки). У ньому змінено (для території Нейстрії) один із важливих пунктів «Салічної правди» про право успадкування землі. Згідно з текстом «Салічної правди» (титул 59, § 5): «Земельна ж спадщина ні в якому разі не повинна дістатися жінці; вся земля нехай переходить чоловічій статі, тобто братам». Тоді як едикт Хільперіка забезпечує успадкування землі і за дочками, відміняючи право сусідів-общинників, що означало розклад попередніх відносин.

### Покарання
Покарання диференціювались залежно від становища правопорушника. Основним покаранням був штраф, який визначався в солідах і динаріях (1 солід = 40 ден.). Вергельд (ціна людини) господареві вбитого раба становив 35 солідів. За вбивство напіввільного (лита) призначалась плата 100 солідів, вільного франка — 200, графа, королівського чиновника — 300 солідів. За вбивство графа при виконанні ним службових обов'язків вергельд потроювався. Передбачалось покарання тих, хто ганьбив гідність франка (титул 30).
Також «Салічна правда» свідчить про існування у франків пережитків кривавої помсти. Якщо злочинець не може сплатити викуп за вчинене вбивство, то «він має заплатити своїм життям». Проте кривава помста забороняється, якщо вбивство вчинене ненавмисно.
Статті «Салічної правди» охороняли і захищали життя та гідність жінки. За викрадання чужої дружини належало платити штраф 200 солідів. Той, хто хапав вільну жінку за руку, кисть або палець платив 15 солідів, а, хто називав вільну жінку розпусницею — 45 солідів (титули 20, 30 § 3).

### Зобов'язання
За винятком землі, всі інші речі могли бути предметом купівлі-продажу, обміну, дарування. Факт укладання таких угод досить часто фіксувався в документах.
Серед різних угод особливе місце належить позикам. Боргового рабства «Салічна правда» вже не знає. Але майнова відповідальність боржника стає дуже суворою. Після прострочення платежу кредитор тричі з'являвся до боржника (зі свідками), і з кожним разом сума боргу збільшувалась на три соліди. Конфіскація майна боржника здійснювалась графом.

### Спадкове право
Рухоме майно син і дочка успадковували порівну. Але земля переходила тільки до сина. Тобто земля залишалась в одному і тому ж роді.
Едикт короля Хільперика (561 — 584 рр.) встановив, що за відсутності у померлого синів майно успадковують доньки, а коли і їх немає, то брат чи сестра померлого, але не «сусіди», як це було раніше.
З розвитком приватної власності у праві франків з'являється інститут аффатомії, через який можна було внести зміни у законний порядок успадкування. Аффатомія полягала у тому, що укладалась угода, за якої майно спадкодавця ще при його житті передавалось будь-якій особі.

### Шлюбно-сімейне право
Стародавні звичаї германців дозволяли укладання шлюбу через купівлю дружини, але ще стародавніші не виключали її крадіжки. Через купівлю чоловік набував владу над жінкою. Після його смерті ця влада переходила до свекра, тому що викуп (плата) давався ним.
У час Салічної правди ці звичаї вже відмирали. Місце викупної плати зайняли речі або гроші, які чоловік приносив дружині у вигляді ранкового подарунку (у нагороду за невинність).

### Судовий процес
Вища судова влада належала монарху. Він здійснював її разом з представниками знаті. Королівська рада розглядала найнебезпечніші правопорушення.
Основною судовою установою держави, де розглядалась більшість справ, були «суди сотні». Їх форма протягом декількох століть не зазнала серйозних змін. Але поступово судова влада зосереджується в руках феодалів. Спочатку граф, центенарій чи вікарій тільки скликали мальберг — збори вільних людей сотні, які вибирали із свого середовища суддів-рахінбургів. Суд відбувався під керівництвом виборного голови — тунгіна. У його склад вибирались, як правило, заможні, поважні люди. Але на судовому засіданні повинні були бути присутніми всі вільні і повноправні жителі (дорослі чоловіки) сотні. Уповноважені короля лише слідкували за правильністю судочинства.
Поступово люди короля (його уповноважені) стають головами судів замість тунгінів. Каролінги завершили цей процес. Їх посланці — місії одержали право замість рахінбургів призначати членів суду-скабінів. Обов'язок вільних людей бути присутніми на суді був відмінений.
Подальший розвиток феодалізму призвів до радикальних змін усієї судової структури. Сеньйори — іммуністи розширюють свої права в галузі суду над селянами, які проживали в їх володіннях. Набувають рис імунітету і судові повноваження посадових осіб, а також вищих ієрархів церкви. Юрисдикція церкви поширювалась не лише на духовенство, а й на деякі категорії світських людей, вдів, сиріт, вільновідпущеників. Усі ці особи перебували під захистом церкви.
Судовий процес можна було розпочинати тільки з ініціативи потерпілого. Він був зобов'язаний дати суду докази скоєного, привести співприсяжників, котрі могли б підтвердити його хорошу репутацію. Для перевірки істинності свідчень обвинуваченого дозволялось застосовувати «суд божий» (ордалії) — випробування розпеченим залізом або кропом. Заможний франк міг відкупитися від «суду божого». Третина всіх судових штрафів ішла на користь короля.
Процес за «Салічною Правдою» носив змагальний характер, основними рисами якого були:
- а) здійснення цивільного і карного процесу в однакових формах;
- б) порушення справи лише з ініціативи позивача або постраждалого;
- в) рівні права сторін і проведення процесу у вигляді змагання сторін;
- д) суворе дотримання встановлених процесуальних форм(формалізм).

Процес починався з виклику в установленій формі і при свідках обвинувачем обвинувачуваного. Неявка будь-якої із сторін на процес каралася штрафом. Від штрафу звільнявся лише той, хто подавав поважну причину для неявки (королівська служба, хвороба, смерть когось із близьких).
Розгляд починався з вислуховування обвинувача, який повинен був висловлювати обвинувачення в суворо встановленій формі, що дозволяло обвинувачуваному відповісти тільки «так» або «ні». У випадку позитивної відповіді обвинувачуваного суд відразу виносив рішення. У протилежному випадку суддя вирішував питання про порядок надання доказів.
Доказом факту вчинення злочину вільною людиною була затримка злочинця на місці вчинення злочину, його власне визнання і показання свідків. Для того, щоб зняти з обвинувачуваного обвинувачення, «Салічна Правда» передбачала три види доказів: співприсяжність, показання свідків і ордалії («суд божий»), у формі випробування «казанком», нагадуючи при цьому «інші законні засоби» доказування.
Найпоширенішим видом доказів була співприсяжність, що застосовувалася для підтвердження присяги (клятви) обвинувачуваного в тому, що він не чинив того, у чому його обвинувачують, Співприсяжники — це звичайно родичі, друзі або сусіди обвинувачуваного, які на відмін) від свідків не були очевидцями факту, а лише «свідками доброї слави»
обвинувачуваного. За Салічною Правдою повинно було бути 12 співприсяжників.
Своєю присягою, яка здійснювалася в суворо визначеній, формі, порушення якої вело до програвання справи, вони підтверджували, що обвинувачуваний у силу властивих йому якостей не міг вчинити приписуваних йому діянь, і що не може бути сумнівів у чесності і правдивості його присяги.
Неправдиві свідчення, також як і відмова свідка з'явитися в суд, каралися штрафом у розмірі 15 солідів.
Поширеним видом доказу були ордалії («суд божий»), при яких злочин установлювався за допомогою божественної сили бога, який немов би вказував злочинця («бог шельму, мітить»), Найчастіше для цього використовувалися вогонь, кип'ячена вода і залізо. Правда знає лише один вид ордалії — випробування «казанком» — тобто за допомогою киплячої води. Випробування полягало в тому, що руку обвинувачуваного опускали в казанок із киплячою водою і потім зав'язували, приклавши до пов'язки печатку. Після закінчення трьох днів її розв'язували, і, якщо на руці не було опіку, то обвинувачуваний вважався таким, що не здійснював злочину, в якому його звинувачували.
Основним засобом одержання визнання при обвинуваченні рабів було катування.
Якщо обвинувачуваний погоджувався з вироком суду, йому давався пільговий термін для сплати штрафу, після закінчення якого у випадку несплати штрафу позивач (обвинувач) звертався за допомогою графа. Останній разом із 7 рахінбургами повинен був вирушати до будинку обвинувачуваного і конфісковувати його майно на суму, яку він повинен був сплатити. У випадку незгоди обвинувачуваного з рішенням суду рахінбургів, обвинувачуваний знову викликався в сотенний суд через 40 днів, а потім, у випадку його неявки або відмови виконати вирок, обвинувач повинен був протягом 14 днів викликати його на суд короля. Виклик на суд короля також здійснювався в суворо установленій формі. У випадку неявки на суд короля або відмови виконати його рішення, король оголошував обвинувачуваного поза законом. Після цього і сам винний, і усе його майно ставало власністю позивача. По іншому закріплює Салічна Правда право на землю, якою володіла сім'я, розрізняючи присадибну ділянку, орну землю, луки, ліси. Тут багаторазово згадується обгороджена ділянка, при цьому передбачається значний штраф за підпал і зруйнування огорожі.

## Значення судебника
У цілому основний текст «Салічної правди», а також доповнення до нього, зроблені франкськими королями у VI–IX століттях, дають змогу простежити еволюцію франкського суспільства від первіснообщинного ладу до феодалізму. «Салічна правда», що виникла одразу після завоювання франками Галлії у порівняно слабо романізованій області, зберегла германське звичаєве право майже у недоторканому вигляді. Найповніше відображені в ній архаїчні відносини, що існували у франків до завоювання Галлії (родоплемінний лад на останній стадії його розкладу). Ці відносини багато в чому збереглися у рядових франкських общинників і під час фіксації судебника. «Салічна правда» дає досить чітке уявлення про общинну організацію франків V-VI століття, їхню господарську діяльність (землеробство, скотарство, полювання тощо). Разом з тим у «Салічній правді» міститься цінна інформація про майнове та соціальне розшарування у франкському суспільстві меровінзького періоду, основні етапи еволюції форм власності і землекористування, а також зародження у франків ранньофеодальної держави.